# Англичанин в Нью-Йорке
«Англича́нин в Нью-Йо́рке» (англ. An Englishman in New York) — биографический фильм о последних годах жизни британского писателя Квентина Криспа, которые он провёл в Нью-Йорке. Это продолжение истории, начатой в телефильме 1975 года c Джоном Хёртом в главной роли; в этом фильме он снова играет Криспа.

## Сюжет
В фильме рассказывается о переезде Квентина Криспа из Лондона в Нью-Йорк, где он влился в сообщество художников и других знаменитостей.

## В ролях
- Джон Хёрт[1] — Квентин Крисп
- Синтия Никсон[1] — Пенни Аркаде
- Джонатан Такер[1] — Патрик Ангус
- Свуси Кёрц[1] — Конни Клаузен

## Создание фильма
Съёмки фильма проходили в Лондоне и Нью-Йорке.